# Capparis yucatanensis
Capparis yucatanensis là một loài thực vật có hoa trong họ Capparaceae. Loài này được Lundell mô tả khoa học đầu tiên năm 1942.